# William Buckley (attore)
William Buckley (fl. XX secolo) è stato un attore statunitense la cui carriera nel cinema muto si svolse dal 1915 al 1925.

## Biografia
Fu diretto da registi come John Ford, George Marshall, John M. Stahl, Victor Schertzinger, Leo McCarey, in gran parte in film western. Lavorò per la Fox, la Universal, per la Famous Players (poi Paramount) e per piccole compagnie indipendenti. Come regista, nel 1917 diresse S.O.S., film di cui fu anche l'interprete principale

## Filmografia
La filmografia - tratta da IMDb - è completa.

### Attore
- Esmeralda, regia di James Kirkwood (1915)
- S.O.S., regia di William Buckley (1917)
- When Doctors Disagree, regia di Victor Schertzinger (1919)
- Fair and Warmer, regia di Henry Otto (1919)
- When a Man Loves, regia di Chester Bennett (1919)
- What's Your Husband Doing?, regia di Lloyd Ingraham (1920)
- Gli adoratori del diavolo (The Devil's Claim), regia di Charles Swickard (1920)
- The House of Toys, regia di George L. Cox (1920)
- Under Northern Lights, regia di Jacques Jaccard (1920)
- Amici per la pelle (Just Pals), regia di John Ford (1920)
- The Hope Diamond Mystery, regia di Stuart Paton Stone (1921)
- Society Secrets, regia di Leo McCarey (1921)
- Colorado Pluck, regia di Jules Furthman (1921)
- The Mother Heart, regia di Howard M. Mitchell (1921)
- The Big Town Round-Up, regia di Lynn Reynolds (1921)
- After Your Own Heart, regia di George Marshall (1921)
- Bar Nothing, regia di Edward Sedgwick (1921)
- Sky High, regia di Lynn Reynolds (1922)
- Chasing the Moon, regia di Edward Sedgwick (1922)
- The Bearcat, regia di Edward Sedgwick (1922)
- The Wanters, regia di John M. Stahl (1923)
- Robes of Sin, regia di Russell Allen (1924)
- The Rattles, regia di Paul Hurst (1925)
- Youth's Gamble, regia di Albert S. Rogell (1925)
- Goat Getter, regia di Albert S. Rogell (1925)

### Regista
- S.O.S. (1917)

### Consulente tecnico
- Morire all'alba (Each Dawn I Die), regia di William Keighley (1939)